# باسم عباس
باسِم عبّاس گاطع العقیلی (به عربی: Bassim Abbas Gatea Al-Ogaili) بازیکن فوتبال حرفه‌ای عراق است. او در حال حاضر به عنوان یک مدافع برای بغداد در و تیم ملی فوتبال عراق بازی می‌کند.